# Girolamo Arnaldi
Girolamo Arnaldi  (* 31. Januar 1929 in Pisa; † 30. Januar 2016 in Rom) war ein italienischer Mittelalterhistoriker, der sich auch als Wissenschaftsorganisator verdient gemacht hat.

## Leben
Nach der laurea an der Universität Neapel 1951 bei Ernesto Pontieri besuchte er das Istituto Italiano per gli studi storici unter der Leitung von Federico Chabod, ebenfalls in Neapel. Von 1953 bis 1964 war er Archivar am Staatsarchiv Rom. Für sechs Jahre wurde er an die Scuola nazionale di studi medievali an Istituto Storico Italiano per il Medio Evo (Italienisches Historisches Institut für das Mittelalter) abgeordnet, die damals unter der Leitung von Raffaello Morghen stand. 1964 wurde er an die Universität Bologna berufen, wo er bis 1970 Mittelalterliche Geschichte lehrte. Von Beginn des Studienjahres 1970/71 bis Oktober 1999 lehrte er an der Sapienza in Rom. 
Auf Einladung von Pierre Toubert lehrte er ein Jahr an der École  pratique des hautes études in Paris und hielt auf Einladung von Georges Duby eine Reihe von Vorträgen am Collège de France. 
Schwerpunkte seiner Forschungen waren die Geschichte Roms und des Papsttums von Gregor dem Großen bis zum Ende des 10. Jahrhunderts, daneben die Geschichtsschreibung Italiens im Zeitalter der Kommune, die Geschichte der italienischen Hochschulen und die historischen Abschnitte in Dantes Divina commedia. Daneben behandelte er die Mediävisten des 20. Jahrhunderts. 
Er leistete wesentliche Beiträge zum Repertorium fontium historiae medii aevi und war Herausgeber oder Mitherausgeber verschiedener Sammelwerke, darunter die Enciclopedia dei papi und die Enciclopedia fridericiana.

## Ehrungen
Von 1982 bis 2001 war er Präsident des Istituto Storico Italiano per il Medio Evo. Seit 2000 war er auswärtiges Mitglied der Académie des Inscriptions et Belles-Lettres; außerdem war er Mitglied der Accademia dei Lincei, korrespondierendes Mitglied der Bayerischen Akademie der Wissenschaften und der Zentraldirektion der Monumenta Germaniae Historica sowie der Polnischen Akademie der Wissenschaften. Er war Ritter der Ehrenlegion, des Ordre des Arts et des Lettres und Ritter des Großkreuzes des Verdienstordens der Republik Italien (seit 1993; 1981 war er bereits Grande Ufficiale geworden). Von 1970 bis 1997 war er Mitglied des wissenschaftlichen Beirats des Centro italiano di studi sull'alto medioevo  (Italienisches Institut für [die Erforschung des] Frühmittelalters). Außerdem gehörte er dem Wissenschaftlichen Beirat (Consiglio scientifico) des Istituto Treccani an.

## Schriften (Auswahl)
- Studi sui cronisti della Marca Trevigiana nell’età di Ezzelino da Romano (= Studi storici. 48/50, ISSN 1593-5779). Istituto Storico Italiano per il Medio Evo, Rom 1963, (Anastatischer Nachdruck, mit einem Nachwort von Marino Zabbia. ebenda 1998).
- Le origini dello Stato della Chiesa. Utet Libreria, Turin 1987, ISBN 88-7750-141-3.
- Natale 875. Politica, ecclesiologia, Cultura del papato altomedievale (= Nuovi studi storici. 9). Band 1. Istituto Storico Italiano per il Medio Evo, Rom 1990.
- L’Italia e i suoi invasori. Laterza, Rom 2002, ISBN 88-420-6753-9.
  - deutsch: Italien und seine Invasoren. Vom Ende des Römischen Reiches bis heute. Wagenbach, Berlin 2005, ISBN 3-8031-3617-2
- Quelques nouveautés sur la papesse Jean dans la version de Martin le Polonais. In: Comptes-rendus des séances de l'Académie des Inscriptions et Belles-Lettres. Band 146, Nr. 4, 2002, S. 1351–1373, doi:10.3406/crai.2002.22525.